# Artelida lokobensis
Artelida lokobensis is een van de veertien soorten van het kevergeslacht Artelida en is een keversoort uit de familie van de boktorren (Cerambycidae). De wetenschappelijke naam van de soort werd voor het eerst geldig gepubliceerd in 2011 door Villiers, Quentin & Vives.